# 波焦圣洛伦佐
波焦圣洛伦佐（義大利語：Poggio San Lorenzo），是意大利列蒂省的一个市镇。总面积8.67平方公里，人口583人，人口密度67.2人/平方公里（2009年）。ISTAT代码为057056。